# Baiami loftyensis
Baiami loftyensis is een spinnensoort in de taxonomische indeling van de Desidae.
Het dier behoort tot het geslacht Baiami. De wetenschappelijke naam van de soort werd voor het eerst geldig gepubliceerd in 1981 door M.R. Gray.